# Mauro Moretti

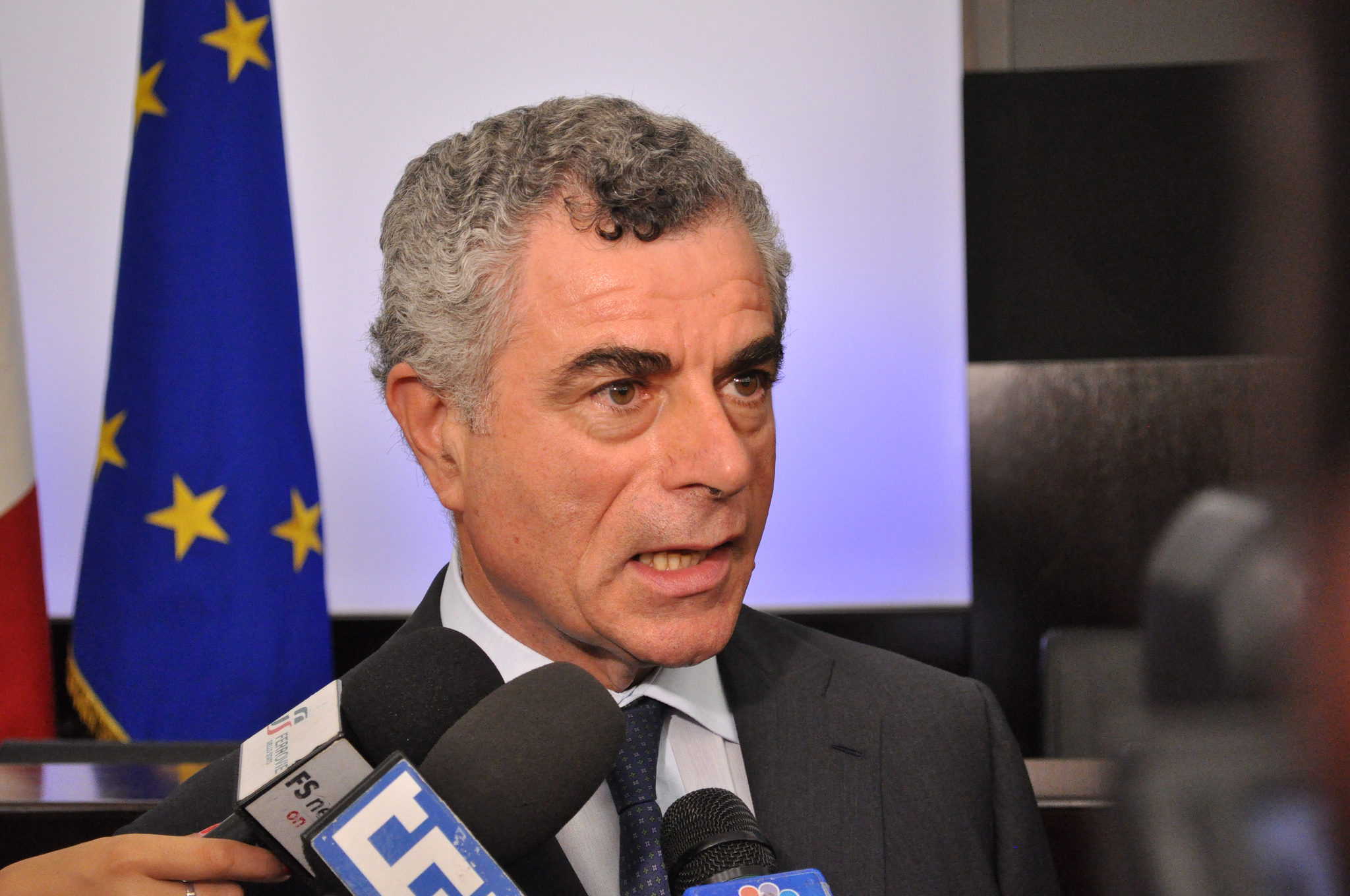
Mauro Moretti (2012)

Mauro Moretti (* 29. Oktober 1953 in Rimini) ist ein italienischer Ingenieur und Manager. Bis 2017 war er CEO und Generaldirektor des italienischen Technologieunternehmens Leonardo (früher Finmeccanica) Moretti ist Präsident der AeroSpace and Defence Industries Association of Europe (ASD, Europäischer Verband der Luftfahrt-, Raumfahrt- und Verteidigungsindustrie; seit März 2015), Vorsitzender der Italy-Japan Business Group (seit September 2015), Ehrenvorsitzender der Italian Industries Federation for Aerospace, Defence and Security (AIAD; seit Juli 2014) und Präsident der Italian FS Foundation (seit 2013).
Mauro Moretti war CEO der Ferrovie dello Stato Italiane (2006–2014) und Vorsitzender der Gemeinschaft der Europäischen Bahnen. Er war von 2004 bis 2014 außerdem Bürgermeister der Gemeinde Mompeo in Latium und als Gewerkschafter tätig.

## Leben
Mauro Moretti nahm ein paar Monate nach Abschluss seines Studiums zum Ingenieur der Elektrotechnik an der Universität Bologna seine Tätigkeit bei Ferrovie dello Stato (Italienische Staatsbahnen) auf. Dort setzte er auch seine Karriere fort und erreichte, nachdem er sich bei einer öffentlichen Stellenausschreibung durchgesetzt hatte, eine Führungsposition in dem Unternehmen. Danach hatte er zahlreiche Positionen in verschiedenen Bereichen und bei verschiedenen Gesellschaften der Firmengruppe inne. Moretti war stellvertretender Direktor der Technologies and System Development Division (Dezember 1991), Direktor der Technological Development and Rolling Stock Division (März 1993), Geschäftsführer der Metropolis, einem Unternehmen innerhalb der Firmengruppe, das sich auf den Immobilienanlagenbereich spezialisiert hat (Februar 1994).
Im Dezember 1997 wurde Moretti zum Direktor des Firmenbereichs „Area Strategica di Affari Business Strategies“ ernannt, den er auch nach Eingliederung in die „Infrastructure Division“ (Juli 1999) weiterhin leitete. Im Februar 2001 wurde er Mitglied des Vorstandes der Ferrovie dello Stato. Im Juli des gleichen Jahres wurde Rete Ferroviaria Italiana gegründet und Moretti zum Geschäftsführer ernannt. Während der Zeit bei Ferrovie dello Stato gehörte Moretti auch zum Kader der Gewerkschaft CGIL Trasporti, wo er zum Generalsekretär (1986 bis 1991) aufstieg.
Im September 2006 wurde er zum Chief Executive Officer der italienischen Staatseisenbahn (FS) ernannt.
Im Mai 2014 ernannte der Vorstand des italienischen Rüstungskonzerns Finmeccanica Mauro Moretti zum neuen CEO und Generaldirektor der Firmengruppe. 2015 begann Moretti mit der Umsetzung seines Umstrukturierungsplans, um die Wettbewerbsfähigkeit des Unternehmens in den globalen Märkten zu erhöhen. Der Plan zielte darauf ab, das Unternehmen in einen stärker integrierten, industriellen Dreh- und Angelpunkt umzuwandeln, der in sieben operationelle Divisionen aufgeteilt ist. Die Aktivitäten des Unternehmens wurden auf das Kerngeschäft Aerospace, Defence and Security konzentriert und nicht-strategische Posten wie der Bereich Transport verkauft. Parallel dazu führte Moretti Pläne für eine Schulden- und Kostenreduzierung sowie eine Erhöhung der Rentabilität ein. Des Weiteren hat Moretti 2016 die Änderung des Firmennamens von Finmeccanica SpA in Leonardo SpA – in Anlehnung an den Namen des italienischen Wissenschaftlers Leonardo da Vinci – vorgeschlagen.
Am 31. Januar 2017 wurde Moretti wegen des Eisenbahnunfalls von Viareggio in erster Instanz zu 7 Jahren Haft verurteilt.

## Stationen
- Mitglied der Geschäftsführung des Leonardo Committee seit März 2016[2]
- Mitglied des Generalrats der Unindustria – Unione Industriali di Roma e Lazio (Verband der Industriellen und Unternehmen von Rom, Italien) seit Mai 2015[7]
- Vorsitzender der Fondazione Ricerca & Imprenditorialità seit Februar 2015[8]
- Vorsitzender des European Management Committee of the International Railway Union (UIC) von 2013 bis 2014[9]
- Co-Vorsitzender des Italian Egyptian Business Council von 2012 bis 2014[2]
- Mitglied des Vorstandes der Federtrasporto (Nationale Vereinigung der Transport- und Serviceunternehmen) von Mai 2007 bis April 2012[10]
- Mitglied des Rates und des Vorstandes der Assolombarda (Industriellen- und Unternehmensvereinigung der Lombardei, Italien) von 2007 bis 2014[2]
- Mitglied des Vorstands der Confindustria (Italienischer Industrieverband) seit Oktober 2006[2]
- Vorsitzender des Collegio Ingegneri Ferroviari Italiani (Italienische Vereinigung der Eisenbahningenieure) seit 2004[2]

## Ehrungen und Auszeichnungen
- Ritter des Ordine al merito del lavoro, nominiert durch den italienischen Staatspräsidenten Giorgio Napolitano (2010)[11]
- Ehrendiplom in Maschinenbau der Universität von Cassino[12]
- Moretti wurde in Mailand (Italien) durch die Financial Company Awards 2008 als bester Manager des Jahres ausgezeichnet.